# Самостоятелно учене
Самостоятелното учене е целенасочено самообучение, предприето с цел повишаване на персоналните знания и умения.
Най-често срещаните форми на самостоятелното учене са:
- самообучение с печатни материали (книги, учебници, ръководства) и компютър;
- обучение с помощта на член от семейството, роднина, приятел, познат;
- от образователни телевизионни програми и аудио/видеокасети;
- чрез посещения на музеи, забележителности с екскурзовод;
- занимания в учебни центрове, библиотеки и читалища.